# 小川町 (豊田市)
小川町（おがわちょう）は、愛知県豊田市の地名。

## 地理

### 学区
- 豊田市立衣丘小学校（一～三丁目）
- 豊田市立童子山小学校（四～七丁目）
- 豊田市立朝日丘中学校

### 河川
- 逢妻男川

## 歴史

### 人口の変遷
国勢調査による人口および世帯数の推移。
| 1995年（平成7年）  | 1163世帯 2389人 |  |
| 2000年（平成12年） | 1111世帯 2435人 |  |
| 2005年（平成17年） | 1301世帯 2733人 |  |
| 2010年（平成22年） | 1288世帯 2678人 |  |
| 2015年（平成27年） | 1371世帯 2761人 |  |
| 2020年（令和2年）  | 1472世帯 2960人 |  |

## 交通

### バス
- 名鉄バス53・54星ヶ丘・豊田線、55豊田西市内線：（豊田市 方面 - ）八迫山（ - 三好・赤池駅／聖心寮前 方面）

### 道路
- 国道153号

## 施設
- 碧海信用金庫豊田西支店
- 豊田段ボール工業 本社工場
- トヨタ自動車元町工場
- セブン-イレブン豊田市小川町店

### WEB
1. ↑  “愛知県豊田市の町丁・字一覧”.   人口統計ラボ. 2024年2月26日閲覧。
2. 1 2  総務省統計局 (2022年2月10日). “令和2年国勢調査の調査結果(e-Stat) - 男女別人口，外国人人口及び世帯数－町丁・字等” (CSV). 2023年8月2日閲覧。
3. ↑  “愛知県豊田市の郵便番号一覧”.   日本郵便. 2024年2月23日閲覧。
4. ↑  “市外局番の一覧” (PDF).   総務省 (2022年3月1日). 2022年3月22日閲覧。
5. ↑  “ナンバープレートについて”.   一般社団法人愛知県自動車会議所. 2024年1月21日閲覧。
6. ↑  総務省統計局 (2014年3月28日). “平成7年国勢調査の調査結果(e-Stat) - 男女別人口及び世帯数 －町丁・字等” (CSV). 2021年7月20日閲覧。
7. ↑  総務省統計局 (2014年5月30日). “平成12年国勢調査の調査結果(e-Stat) - 男女別人口及び世帯数 －町丁・字等” (CSV). 2021年7月20日閲覧。
8. ↑  総務省統計局 (2014年6月27日). “平成17年国勢調査の調査結果(e-Stat) - 男女別人口及び世帯数 －町丁・字等” (CSV). 2021年7月21日閲覧。
9. ↑  総務省統計局 (2012年1月20日). “平成22年国勢調査の調査結果(e-Stat) - 男女別人口及び世帯数 －町丁・字等” (CSV). 2021年7月21日閲覧。
10. ↑  総務省統計局 (2017年1月27日). “平成27年国勢調査の調査結果(e-Stat) - 男女別人口及び世帯数 －町丁・字等” (CSV). 2021年7月21日閲覧。